# Gemerský Jablonec
Gemerský Jablonec este o comună slovacă, aflată în districtul Rimavská Sobota din regiunea Banská Bystrica, pe malul râului Gortva⁠(d). Localitatea se află la altitudinea de 228 m deasupra n.m., se întinde pe o suprafață de 10,44 km2 și în 2017 număra 691 de locuitori. Se învecinează cu Nová Bašta, Stará Bašta, Hajnáčka, Gemerské Dechtáre, Dubno și Cered.

## Istoric
Localitatea Gemerský Jablonec este atestată documentar din 1275.

## Demografie
| An:                | 1994 | 2004   | 2014   | 2024   |
| ------------------ | ---- | ------ | ------ | ------ |
| Număr de persoane: | 662  | 686    | 715    | 690    |
| Diferență:         |      | +3,62% | +4,22% | −3,49% |

| An:                | 2023 | 2024   |
| ------------------ | ---- | ------ |
| Număr de persoane: | 708  | 690    |
| Diferență:         |      | −2,54% |